# 1610-es évek
Évszázadok: 16. század · 17. század · 18. század
Évtizedek: 1560-as évek · 1570-es évek · 1580-as évek · 1590-es évek · 1600-as évek · 1610-es évek · 1620-as évek · 1630-as évek · 1640-es évek · 1650-es évek · 1660-as évek
Évek: 1610 · 1611 · 1612 · 1613 · 1614 · 1615 · 1616 · 1617 · 1618 · 1619

## Háború és politika
- Bethlen Gábor rövid időre visszafoglalja a császáriaktól Magyarországot
- Az Oszmán Birodalomban általánosan elterjed a korrupció és erkölcsi hanyatlás.